# Phare de Morro Jable
Le phare de Morro Jable (aussi connu sous le nom de phare de La Entallada) est un phare situé sur la plage près de la station balnéaire de Morro Jable, sur l'île de Fuerteventura, dans les Îles Canaries (Espagne).
Il est géré par l'autorité portuaire de Las Palmas de Gran Canaria (Autoridad Portuaria de Las Palmas).

## Histoire
Terminé en 1991, c'est le plus grand phare des îles Canaries avec une tour de 59 m, plus haut que celui du Phare de Maspalomas à Gran Canaria à 56 m, et du phare de Punta Pechiguera à Lanzarote à 50 m. La construction de ce phare fait partie du Plan 1985-1989 de signaux maritimes du Ministère espagnol des Travaux publics. Il a été réalisé par l'ingénieur Mariano Navas et l'architecte Enrique Martinez Tercero. Ils ont conçu un phare unique, qui devrait servir de référence pour son environnement, et de style anglais.
C'est une tour conique en béton armé, supportant une terrasse carrée qui porte une lanterne. Avec une hauteur focale de 62 m au-dessus de la mer, sa lumière peut être vue pendant 17 milles nautiques (31 km) et se compose de deux éclairs de lumière blanche toutes les 10 secondes.
Il est parfois confondu avec l'ancien phare de Punta Jandía du 19e siècle qui se trouve à 22 km à l'extrême ouest de la péninsule de Jandía.
Identifiant : ARLHS : CAI-016 ; ES-12198 - Amirauté : D2796.5 - NGA : 24027 .
|                           |
| Le phare en bord de plage |

|          |
| Le phare |

### Lien connexe
- Liste des phares des îles Canaries